# USS Coral Sea (CVB-43)
«Корал Сі» (англ. USS Coral Sea (CVB-43)) — американський важкий авіаносець типу «Мідвей». Названий на честь перемоги в битві в Кораловому морі.

## Історія служби

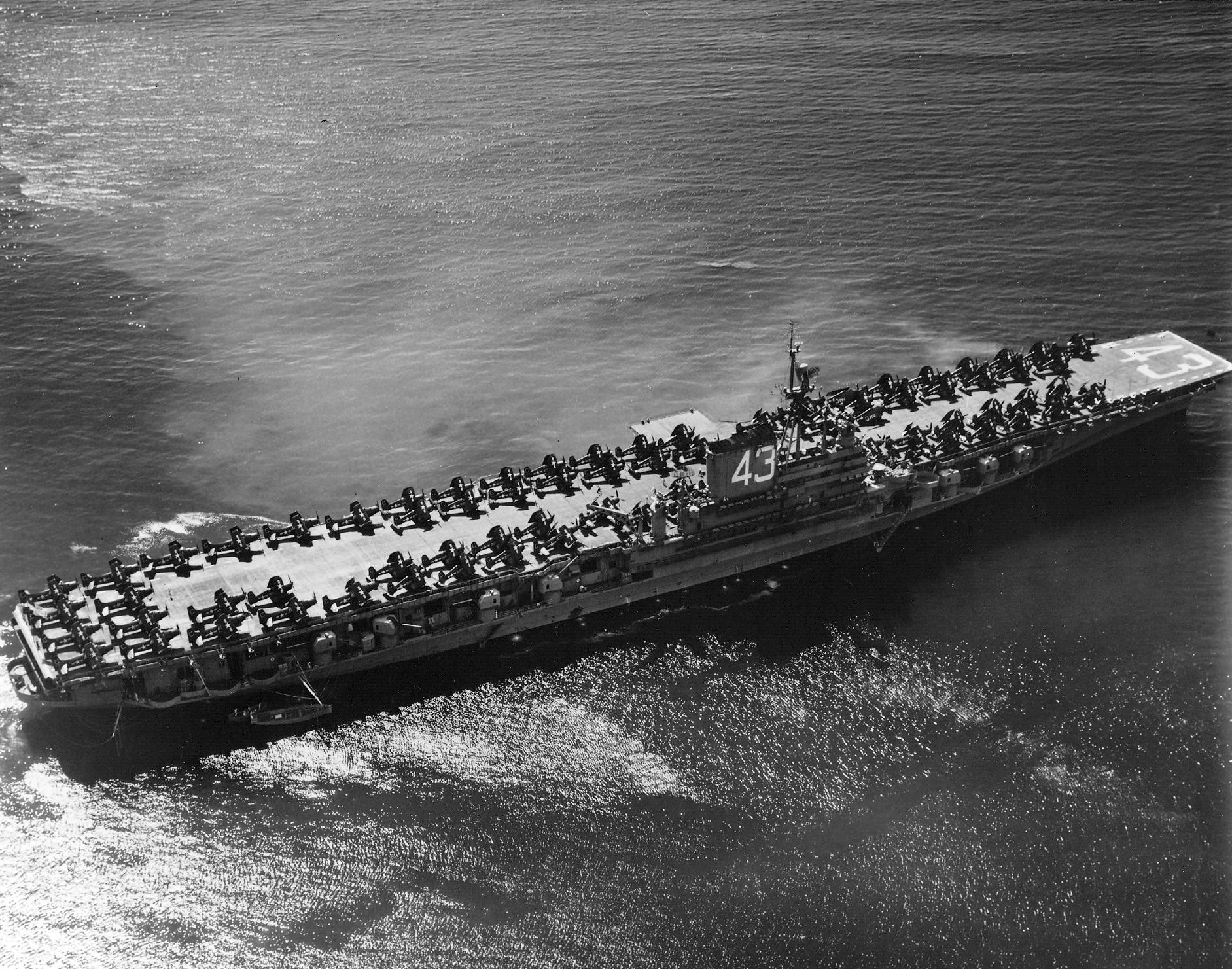
«Корал Сі» у 1948 році

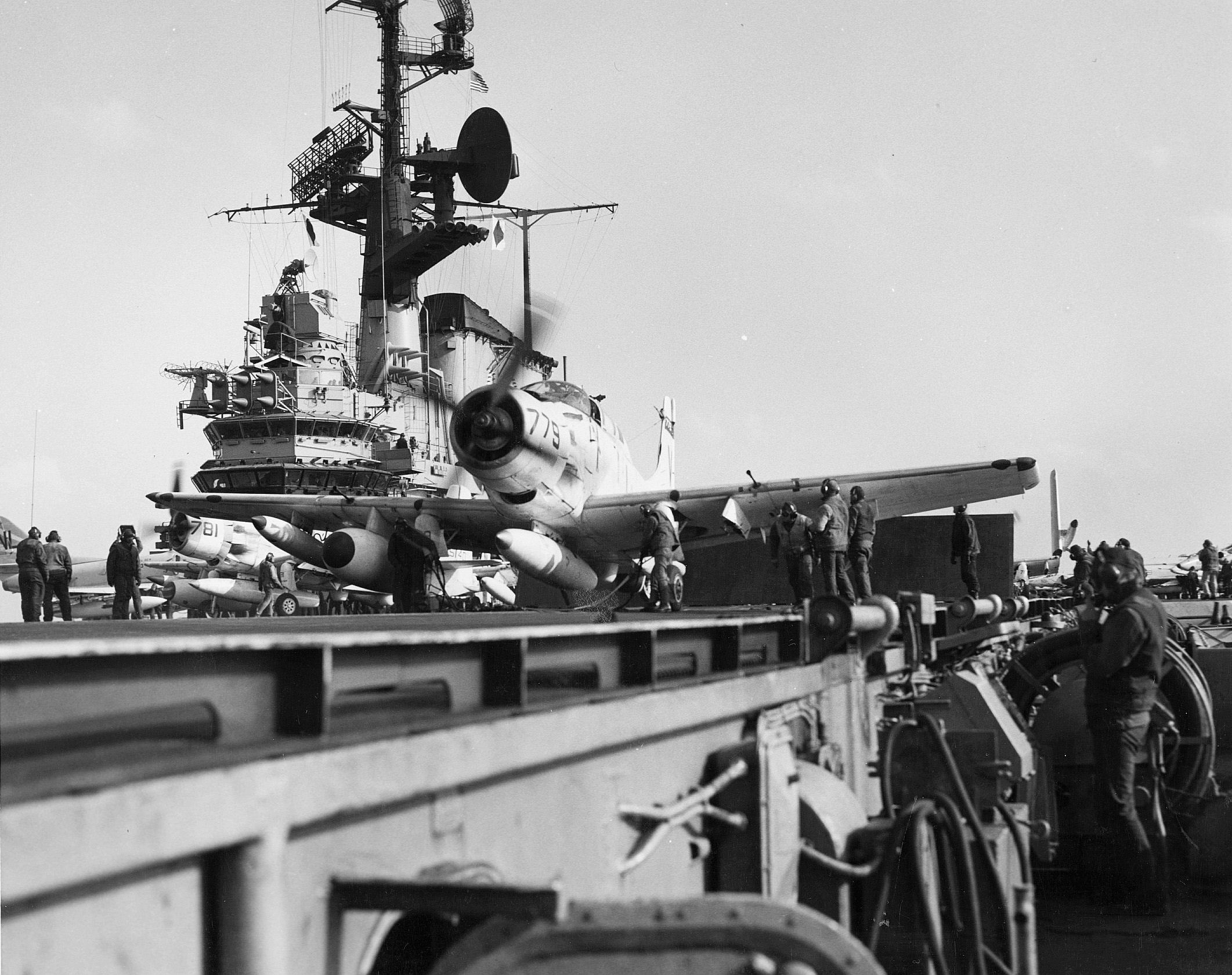
«Корал Сі» під ча війни у В'єтнамі

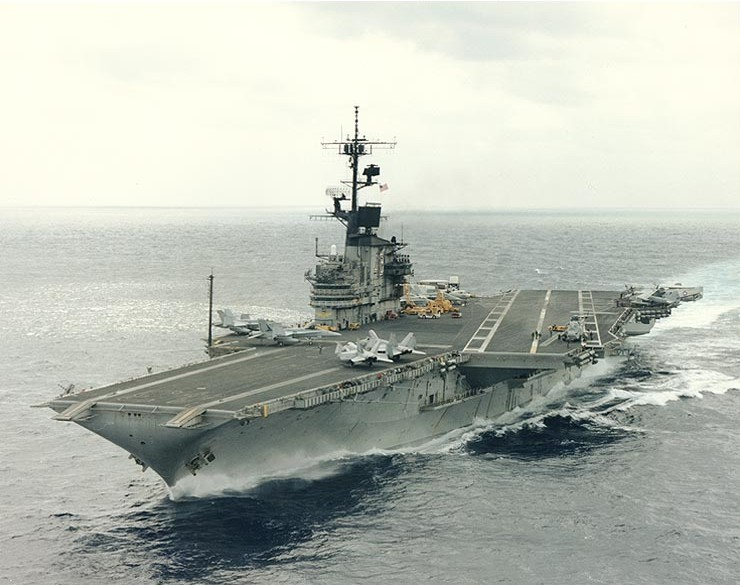
«Корал Сі» у 1989 році

Корабель закладений 10 липня 1944 року на верфі «Ньюпорт Ньюс» (англ. Newport News Shipbuilding) в Ньюпорт-Ньюс. Спущений на воду 2 квітня 1946 року, вступив у стрій 1 жовтня 1947 року.
Після вступу у стрій «Корал Сі» увійшов до складу Атлантичного флоту США. Брав участь у випробуванні нових видів озброєння. Саме з нього 21 квітня 1950 року злетів бомбардувальник-носій ядерної зброї AJ «Севідж».
У березні 1957 — січні 1960 року на верфі в Брементоні пройшов модернізацію за програмою SCB-110А.
Внаслідок цієї модернізації що носовий ліфт також став бортовим. Крім того, з корабля зняли всі 76-мм гармати, а кількість 127-мм гармат зменшили до шести. Він вступив у стрій 25 січня 1960 року.
Після модернізації «Корал Сі» був переведений на Тихий океан, де брав участь у війні у В'єтнамі, здійснивши 8 походів до його берегів (07.12.1964 — 01.11.1965, 29.07.1966 — 23.02.1967, 26.07.1967 — 06.04.1968, 07.09.1968 — 18.04.1969, 23.09.1969 — 01.07.1970, 12.11.1971 — 17.07.1972, 09.03.1973 — 08.11.1973, 05.12.1974 — 02.07.1975). У квітні 1975 року авіаносець забезпечував евакуацію з Індокитаю американських громадян. 12—14 травня того ж року здійснював пошук та порятунок екіпажу американського теплохода «Майягуез», захопленого Червоними кхмерами.
У травні — вересні 1980 року авіаносець очолював оперативне з'єднання американського флоту в Аравійському морі. У 1983 році він здійснив навколосвітнє плавання разом з атомним авіаносцем «Карл Вінсон».
«Корал Сі» пройшов ще дві великі реконструкції — у 1979 та 1983—1984 роках. У ході останньої на ньому майже повністю замінили політну палубу. Зенітних ракет корабель не отримав, обмежившись трьома артилерійськими комплексами Phalanx CIWS.
З 13 жовтня 1985 року «Корал Сі» перебував у Середземному морі. Брав участь у бойових діях проти Лівії (23.03 — 15.04.1986). У ході операції Eldorado Canyon (14—15.04.1986) завдавав ударів по містах Триполі та Бенгазі. У травні авіаносець повернувся до США.
З 29 вересня 1987 року «Корал Сі» знову перебував у Середземному морі. Після повернення у США 23 квітня 1990 року авіаносець був виключений зі списків флоту і 30 березня 1993 року проданий на злам.